# 保羅·梅納德

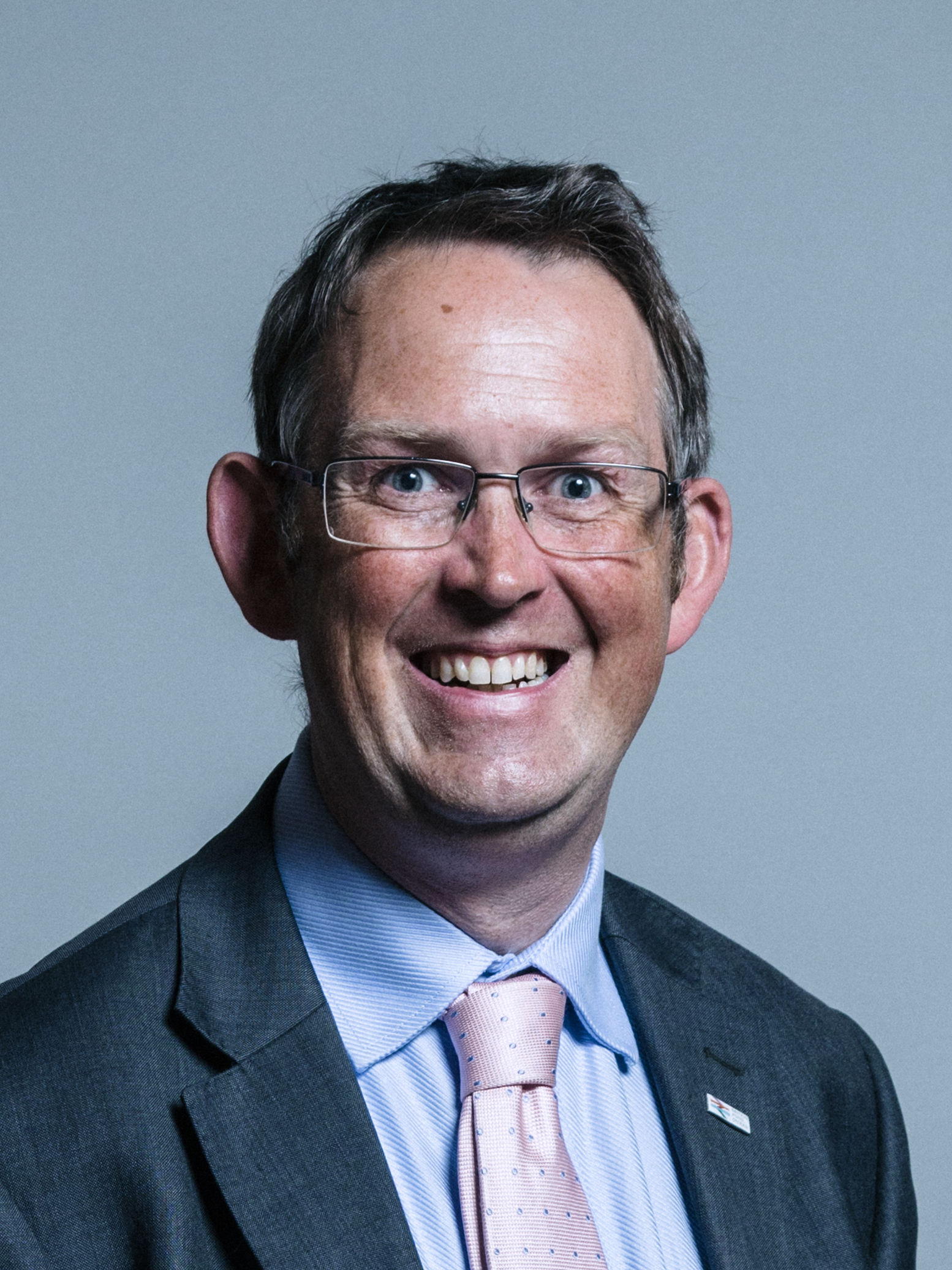
保羅·梅納德的官方肖像

保羅·梅納德（英語：Paul Maynard，1975年12月16日—）是一位英格蘭政治人物，他的黨籍是保守黨。自2010年開始，他擔任北黑池和克利夫利選區選出的英國下議院議員。他畢業於牛津大學大學學院，主修歷史。